# Antwan Russell
Antwan Russell (Hamilton, 6 novembre 1986) è un calciatore bermudiano, attaccante del Robin Hood.

## Carriera

### Club
Ha giocato tra la terza e la quarta divisione statunitense.

### Nazionale
Nel 2011 ha esordito con la nazionale bermudiana.

## Statistiche

### Cronologia presenze e reti in nazionale
| Cronologia completa delle presenze e delle reti in nazionale ― Bermuda | Cronologia completa delle presenze e delle reti in nazionale ― Bermuda | Cronologia completa delle presenze e delle reti in nazionale ― Bermuda | Cronologia completa delle presenze e delle reti in nazionale ― Bermuda | Cronologia completa delle presenze e delle reti in nazionale ― Bermuda | Cronologia completa delle presenze e delle reti in nazionale ― Bermuda | Cronologia completa delle presenze e delle reti in nazionale ― Bermuda | Cronologia completa delle presenze e delle reti in nazionale ― Bermuda |
| Data                                                                   | Città                                                                  | In casa                                                                | Risultato                                                              | Ospiti                                                                 | Competizione                                                           | Reti                                                                   | Note                                                                   |
| ---------------------------------------------------------------------- | ---------------------------------------------------------------------- | ---------------------------------------------------------------------- | ---------------------------------------------------------------------- | ---------------------------------------------------------------------- | ---------------------------------------------------------------------- | ---------------------------------------------------------------------- | ---------------------------------------------------------------------- |
| 8-10-2015                                                              | Devonshire                                                             | Bermuda                                                                | 2 – 1                                                                  | Trinidad e Tobago                                                      | Qual. Mondiali 2014                                                    | 1                                                                      | 84’                                                                    |
| 11-10-2015                                                             | Devonshire                                                             | Bermuda                                                                | 1 – 1                                                                  | Guyana                                                                 | Qual. Mondiali 2014                                                    | -                                                                      | 26’ 57’                                                                |
| 11-10-2015                                                             | Fontabelle                                                             | Barbados                                                               | 1 – 2                                                                  | Bermuda                                                                | Qual. Mondiali 2014                                                    | -                                                                      | 56’                                                                    |
| Totale                                                                 |                                                                        | Presenze                                                               | 3                                                                      |                                                                        | Reti                                                                   | 1                                                                      |                                                                        |